# Piotr Fokin
Piotr Maksimowicz Fokin (ros. Пётр Максимович Фокин, ur. 1900, zm. 1979) – generał porucznik bezpieczeństwa państwowego ZSRR.

## Życiorys
Od 1919 w Armii Czerwonej, od 1921 w RKP(b), w latach 1922-1924 w OGPU w Samarze i Taszkencie, potem w handlu radzieckim, 1932 zaocznie ukończył pierwszy rok Moskiewskiej Akademii Zaopatrzenia. Od 1930 ponownie w OGPU, od 1941 ludowy komisarz spraw wewnętrznych Krymskiej ASRR, 1944-1946 szef NKWD-MGB obwodu krymskiego. Jednocześnie VI 1945 do II 1946 szef sektora operacyjnego NKWD w Brandenburgii, od 9 VII 1945 w stopniu generała porucznika. Usunięty ze stanowiska "za wykorzystywanie pozycji służbowej w celu uzyskania korzyści majątkowych", od 1947 zastępca szefa MGB obwodu bobrujskiego. XI 1951 zwolniony do rezerwy ze względu na zły stan zdrowia. Odznaczony Orderem Lenina (1 czerwca 1951), dwoma Orderami Czerwonego Sztandaru (7 lipca 1944 i 4 grudnia 1945), Orderem Kutuzowa II klasy (24 lutego 1945), Orderem Czerwonego Sztandaru Pracy (28 listopada 1941), dwoma Orderami Czerwonej Gwiazdy (26 kwietnia 1940 i 3 listopada 1944), Orderem „Znak Honoru” (20 września 1943), Medalem „Za zwycięstwo nad Niemcami w Wielkiej Wojnie Ojczyźnianej 1941–1945”, Odznaką "Zasłużony Funkcjonariusz NKWD" (7 grudnia 1942) i Krzyżem Wojennym Czechosłowackim 1939.